# Tit Quinti Crispí Sulpicià
Tit Quinti Crispí Sulpicià (en llatí: Titus Quinctius Crispinus Sulpicianus) va ser un senador i magistrat romà del segle i aC, que va ser nomenat cònsol l'any 9 aC.
Va néixer patrici, probablement fill natural d'un Sulpici i fill adoptiu d'un Quinti de la branca dels Crispins. Es desconeix la seva carrera política, encara que se sap que va ser triumvir monetalis l'any 18 aC
Sota el seu consolat, l'any 9 aC, juntament amb el fillastre d'August, Neró Claudi Drus, es va implementar la lex Quinctia que ordenava els aqüeductes romans es va inaugurar l' Ara Pacis al camp de Mart. Gai Vel·lei Patèrcul el va caracteritzar com a "inútil i desafiador". Potser una de les seves amants va ser Júlia, filla d'August, motiu pel qual l'haurien enviat a l'exili el 2 aC.